# Tomopterna krugerensis
Tomopterna krugerensis (tên tiếng Anh: Knocking Sand Frog) là một loài ếch thuộc họ Ranidae.
Loài này có ở Angola, Botswana, Mozambique, Namibia, Nam Phi, Swaziland, và Zimbabwe.
Môi trường sống tự nhiên của chúng là xavan khô, xavan ẩm, vùng cây bụi khô khu vực nhiệt đới hoặc cận nhiệt đới, vùng cây bụi ẩm khu vực nhiệt đới hoặc cận nhiệt đới, đồng cỏ nhiệt đới hoặc cận nhiệt đới vùng ngập nước hoặc lụt theo mùa, hồ nước ngọt có nước theo mùa, đầm nước ngọt có nước theo mùa, đất canh tác, vùng đồng cỏ, và ao.
Loài này được phát hiện vào ngày 23 tháng 10 năm 1973 tại vườn Quốc gia Kruger, Nam Phi. Sau hai tuần mưa lớn ở đây, nhiều loài ếch này xuất hiện nhiều tại Machayi và Mathlakuza Pans và đông bắc của công viên quốc gia gần biên giới Mozambican.